# Route nationale 577 (Belgique)
Pour les articles homonymes, voir Route nationale 577 (homonymie).
La route nationale 577 est une route nationale de Belgique de 5,0 kilomètres qui relie Marcinelle à Bomerée via Mont-sur-Marchienne

## Description du tracé

### Communes sur le parcours
- Région wallonne
  -  Province de Hainaut
    - Marcinelle
    - Mont-sur-Marchienne
    - Bomerée